# Донецька ртутна провінція
Донецька ртутна провінція охоплює три рудних поля: Микитівське, Дружківсько-Костянтинівське, Слов'янське.
В межах Донецької області в осадових комплексах Донецької складчастої споруди (ДСС) виявлені рудопрояви і родовища ртуті, відомі як Донецька ртутна провінція (ДРП).
Ртутні родовища Микитівського рудного поля — первістки ртутного виробництва в країні і є одним із перших місць як
по запасах, так і з видобутку. З моменту відкриття зруденіння (1887 р.) і по 1990 р. на родовищах рудного поля отримано близько 38 тис. т ртуті. У різні роки видобуток ртуті в Микитівці досягав 40—60 % рівня СРСР. Відпрацювання родовищ ведеться підземним і відкритим способом. Глибина підземного видобутку становить 450 м. Відкритим способом проводиться повторне відпрацювання запасів, що залишилися в надрах на ранніх етапах експлуатації, коли використовувалися
багатші руди. Через зниження споживання ртуті як екологічно шкідливого продукту масштаби видобутку її поступово падають. Як було сказано, ДРП сформувалася в межах ДСС, що є складовим елементом гетерогенного з побудови Донецько-Дніпровського прогину. Останній утворився на південній околиці Східно-Європейської платформи в області розвитку планетарного пояса глибинних розломів, що простягаються від Мангишлака до р. Прип'ять (лінеаментів Карпінського). Відмінною особливістю ДСС є вельми складна будова земної кори, яке обумовлено наявністю зони коромантійної суміші між корою і мантією.
Промислові концентрації ртуті приурочені до Головної антикліналі Донбасу, яка склалася в субгеосінклінальній частині прогину.